# Stetten (Bodenseekreis)
Stetten ([ˈʃtɛtn̩] ) ist mit rund 1000 Einwohnern die kleinste eigenständige Gemeinde im Bodenseekreis in Baden-Württemberg (Deutschland).

## Geographie
Stetten liegt am Nordufer des Bodensees, etwa zwei Kilometer östlich von Meersburg. Die Stettener Gemarkung grenzt südlich zwischen Meersburg-Haltnau und Hagnau auf einer Länge von 1100 Meter direkt an das Bodenseeufer. Dieser Uferabschnitt ist frei zugänglich, naturbelassen mit den typischen runden Kieselsteinen und dem Steilabfall vom Flach- zum Tiefwasser („Felsen“). Im Stettener Gebiet trennt durchgehend ein schmaler Streifen mit Gebüsch und alten Bäumen den Strand und den Uferweg Meersburg–Stetten–Hagnau. Das vom Bodenseeufer nördlich ansteigende Gebiet bis zum Ort Stetten ist mit Rebstöcken bepflanzt.

## Geschichte
Das Dorf wurde in einer Schenkungsurkunde aus dem Jahre 752 zugunsten des Klosters St. Gallen unter dem Namen Altstadi erstmals urkundlich erwähnt.
Von Stettener Gemarkung aus ist die südlich gelegene Deutsche Kriegsgräberstätte Meersburg-Lerchenberg, die etwa auf halber Strecke Meersburg – Hagnau am Höhenweg liegt, zugänglich.
Bis zum 31. Dezember 1972 gehörte die Gemeinde Stetten dem Landkreis Überlingen an.

## Politik

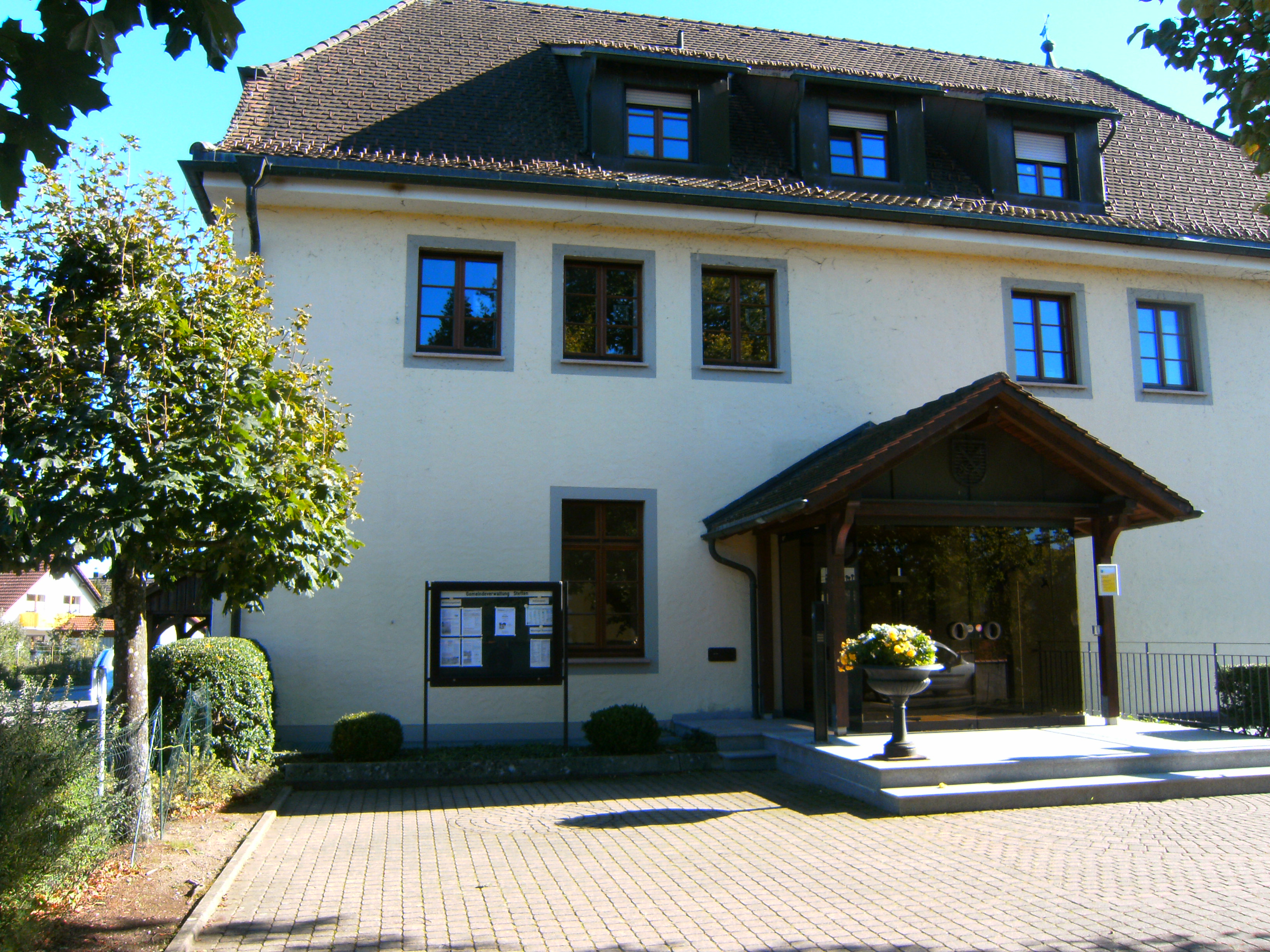
Gemeindehaus Stetten

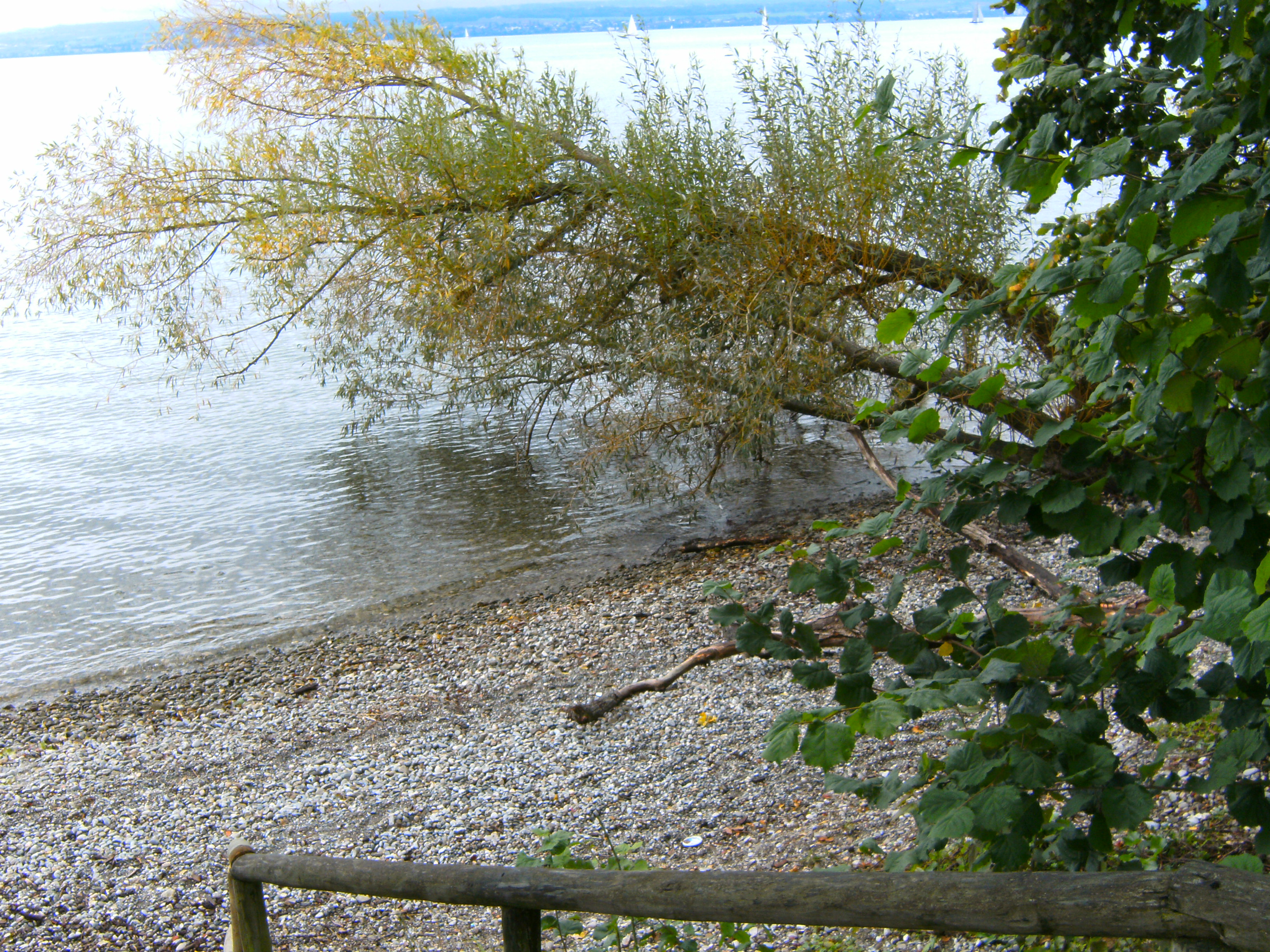
Naturstrand im Stettener Teil des Bodenseeufers

### Gemeinderat
Bei der Gemeinderatswahl am 9. Juni 2024 trat nur eine Liste, die Bürgerliste Stetten, an.

### Bürgermeister
Bürgermeister ist seit 2013 Daniel Heß (CDU). Er wurde 2016 und 2024 wiedergewählt. Zuvor war von 2005 bis 2013 Siegmund Paul Bürgermeister.

### Verwaltungsverband
Stetten ist die kleinste selbständige Gemeinde im Bodenseekreis. Sie hat sich mit der Stadt Meersburg sowie den Gemeinden Daisendorf, Hagnau und Uhldingen-Mühlhofen zu einem Gemeindeverwaltungsverband zusammengeschlossen.

### Wappen
| Wappen der Gemeinde Stetten | Blasonierung: „In Blau schräggekreuzt ein goldenes (gelbes) Schwert mit einem goldenen Schlüssel mit Dreipassreite und nach oben und außen weisendem Bart.“ |
| Wappen der Gemeinde Stetten | Wappenbegründung: In Gemeindesiegeln des 19. Jahrhunderts erscheint ein Zeichen, dessen Stab unten mit einem Sparren, oben mit einem Andreaskreuz beheftet ist. Dabei hat es sich möglicherweise um ein Fleckenzeichen gehandelt. Im Jahre 1902 schlug das Generallandesarchiv in Karlsruhe vor, die Attribute der heiligen Petrus und Paulus, die die Patrone der Stettener Kapelle sind, in einen Wappenschild zu setzen. Ein Jahr später nahm die Gemeinde das Wappen in der jetzigen Form an. |

### Partnergemeinde
Stettens Partnergemeinde ist seit 2007 Mareau-aux-Prés in Frankreich, sie liegt etwa acht Kilometer südwestlich von Orléans an der Loire.

## Regelmäßige Veranstaltungen

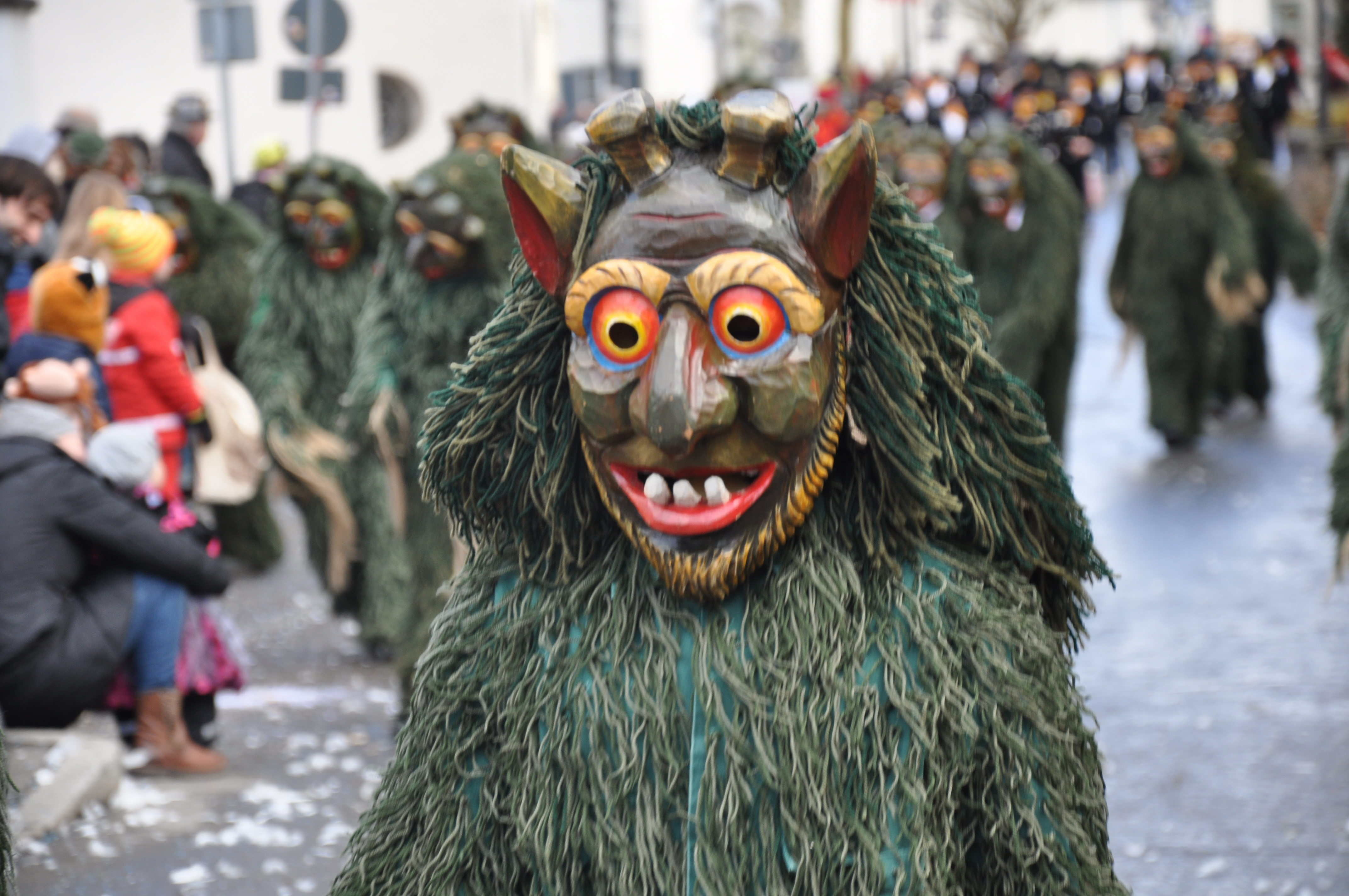
Fasnethäs Waldgeist der Narrengemeinschaft Hasle-Maale

Die örtlichen Vereine pflegen im Jahresverlauf eine Vielzahl von Veranstaltungen. Neben kleineren Turnieren, Konzerten oder Aufführungen finden auch größere Festlichkeiten wie bspw. das Weinfest, Patrozinium oder die Fastnacht statt. Hierzu pflegt die Narrengemeinschaft Hasle-Maale die schwäbisch-alemannische Fasnet mit den Fasnetfiguren Hasle-Maale, Waldgeist und Bauer.

## Wirtschaft und Infrastruktur

### Wirtschaft

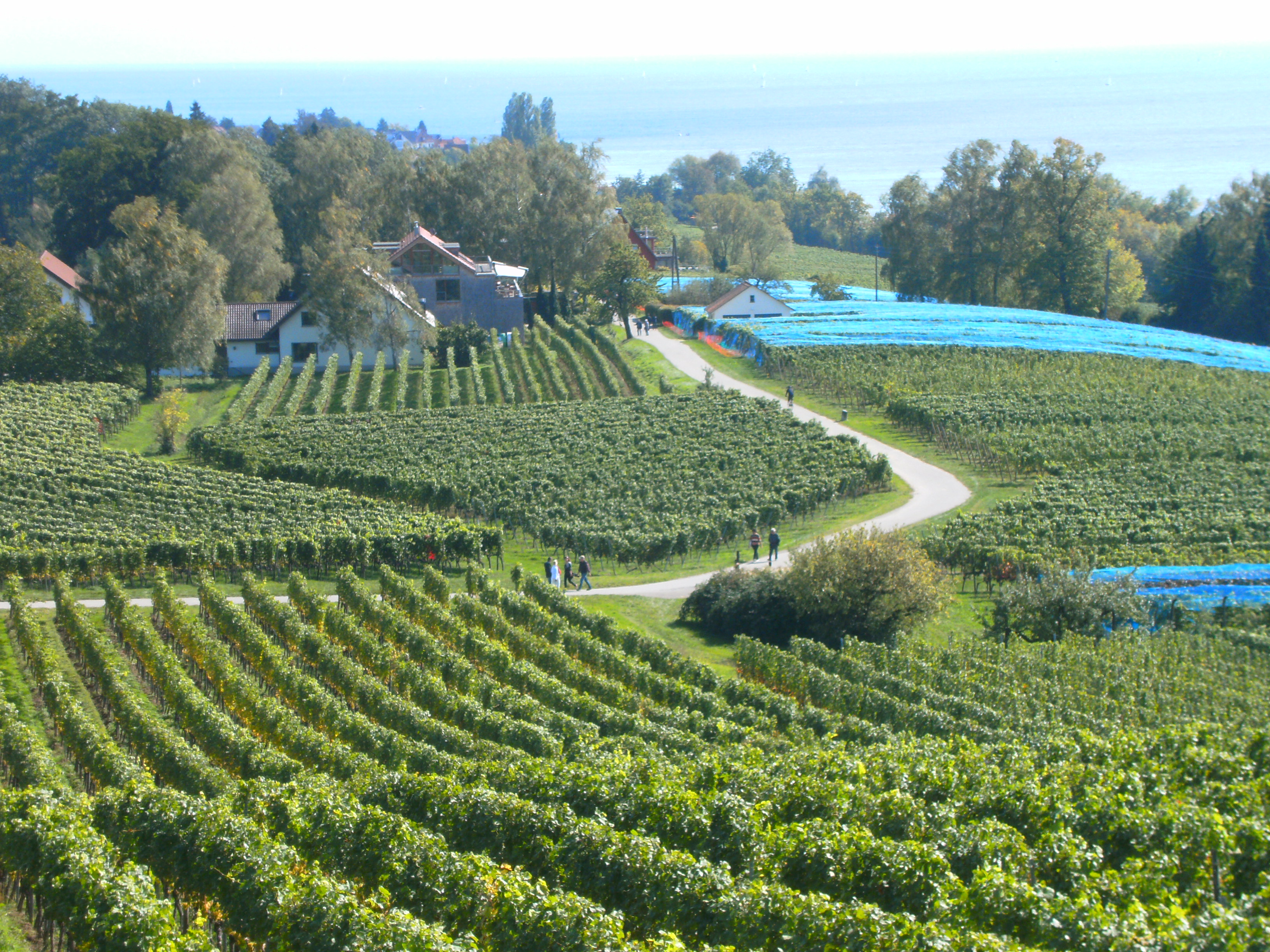
Sicht von der Deutschen Kriegsgräberstätte Meersburg-Lerchenberg auf das Weingut Aufricht und das Gebiet von Stetten am Bodenseeufer

Stetten ist bis heute geprägt von Obst- und Weinbau, woraus sich mehrere kleinere Destillerien zur Produktion von lokalen Bränden, Geisten und Likören etablierten. Verstärkt in den Erntezeiten können Produkte direkt beim Erzeuger in Hofläden oder Straßenständen erworben werden. Auf Stettener Gebiet am Höhenweg Meersburg–Hagnau liegt das Weingut Aufricht, das vom Weinführer Gault-Millau die sehr gute Auszeichnung mit drei Weintrauben erhielt. Näher bei Hagnau liegt am Höhenweg der Auhof von Thomas Pfisterer, der Obst- und Weinbau nach Demeter-Richtlinien betreibt. Besonders in den Sommermonaten spielt auch der Tourismus eine wesentliche Rolle. Ferner haben Freiberufler und Dienstleister Stetten als Stand- und Wohnort gewählt.

### Verkehr

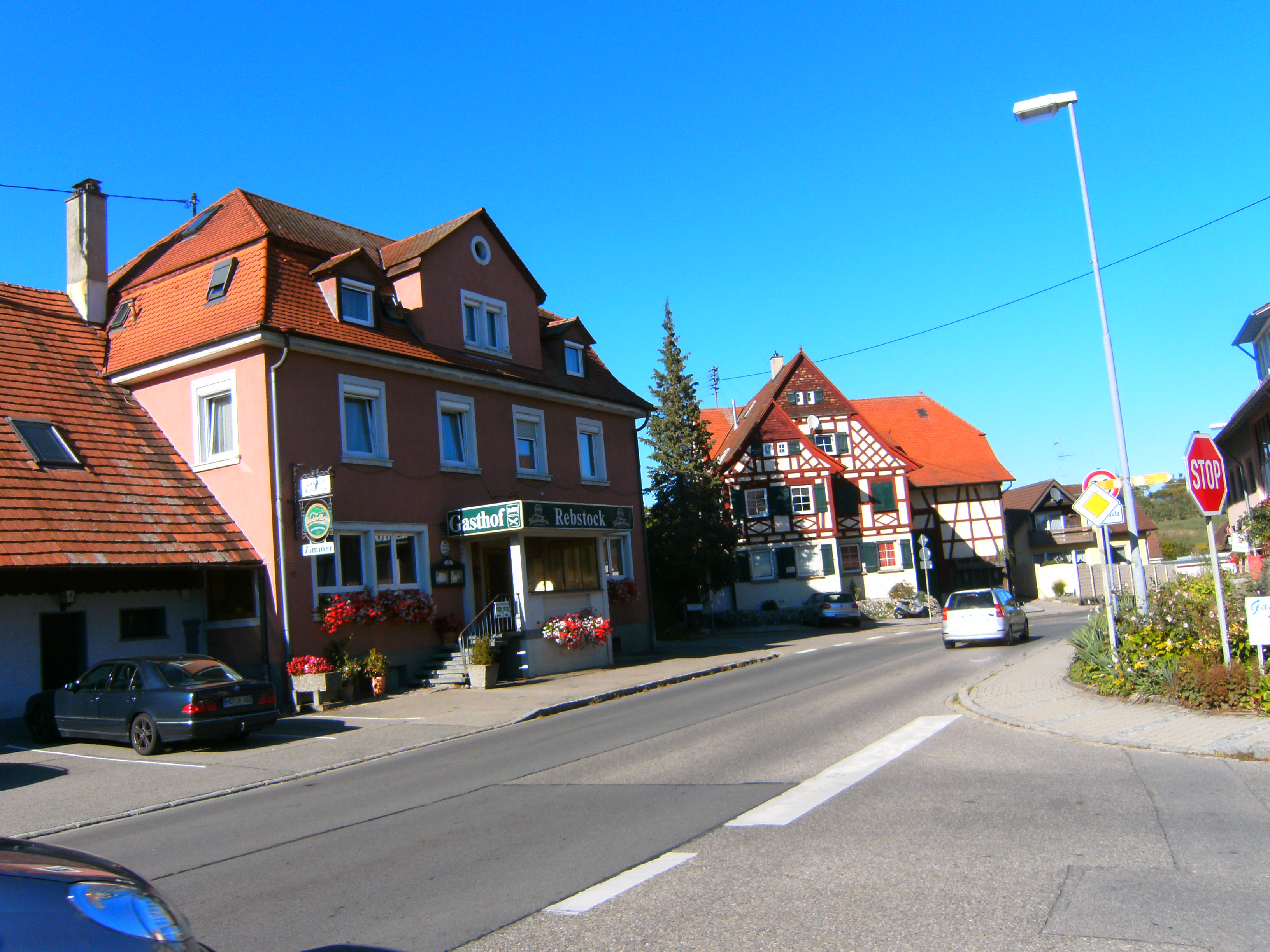
Durchgangsstraße Bundesstraße 33

Stetten liegt an der Bundesstraße 31 zwischen Meersburg und Hagnau. Die Bundesstraße 33 schneidet den Ort in zwei Hälften.
Im Zusammenhang mit Bestrebungen einer Umfahrungsstraße im Projekt B31-10G-BW werden mehrere Möglichkeiten mit Nachbargemeinden kontrovers diskutiert.
Die Gemeinde gehört dem Bodensee-Oberschwaben Verkehrsverbund (bodo) an und ist über mehrere Buslinien mit den näheren Städten verbunden.